# Hüseyin Avni Lifij

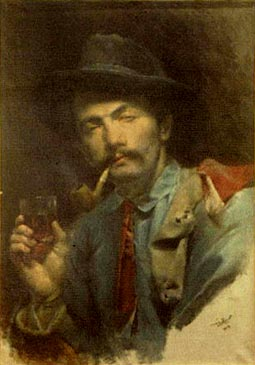
Selbstporträt (1908)

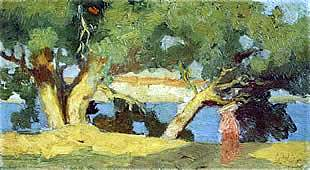
Impressionistisch mit pastosem Farbauftrag: „Blick durch die Bäume“ (vor 1927)

Hüseyin Avni Lifij (* 1886 in Karaaptalsultan bei Ladik; † 2. Juni 1927 in Istanbul) war ein osmanisch-türkischer Maler.

## Leben
Hüseyin Avni Lifij wurde im Dorf Karaaptalsultan in der Schwarzmeerregion geboren, wohin die Familie zuvor als Tscherkessen nach dem Kaukasuskrieg (1817–1864) geflohen war. Die Familie zog nur wenige Tage nach seiner Geburt Anfang 1887 nach Istanbul, wo der Vater Beamter wurde. Ab 1893 besuchte Lifij eine Grundschule, ab 1896 die Numune-i Terakki Mektebi. 1898 wurde er allerdings schwer krank und musste seine Schulausbildung unterbrechen. In dieser Zeit begann er, intensiv Französisch zu lernen, und nahm privaten Sprachunterricht bei Alexandre Friederich (Iskender Ferit Bey). Erste Gemälde entstanden in dieser Zeit. Er nahm Kurse in Anatomie, um sich im Zeichnen zu schulen. 1901 arbeitete er bei der Abteilung für Eisenbahnen des Ministeriums für öffentliche Arbeiten. Ferit und der französische Architekt Henri Prost überzeugten Lifij, seine Werke dem bekannten osmanischen Maler Osman Hamdi Bey vorzustellen. Der war begeistert und schlug den jungen Maler bei Prinz Abdülmecid für ein Stipendium vor, das ihm ein Studium im Ausland ermöglichen sollte.
Von 1909 bis 1912 besuchte Lifij die École des Beaux-Arts Paris und studierte im Atelier von Fernand Cormon. 1912 kehrte er nach Istanbul zurück und arbeitete zwei Jahre lang als Kunstlehrer an einem Jungengymnasium. Nach mehreren Gruppenausstellungen richtete er im Februar/März 1918 die erste Einzelausstellung im Gebäude des Orient Litteraire aus.
Am 25. März 1922 heiratete er Harika Şazi. Im gleichen Jahr verbrachte der Künstler mehrere Monate im Umfeld Mustafa Kemal Atatürks in Ankara. Dort malte er ein Porträt von Fevzi Çakmak, das heute in der Nationalbibliothek hängt. Ab 1923 war er Dozent für angewandte Kunst an der Akademie der Schönen Künste in Istanbul. 1926 reiste er einen Monat lang nach Paris und hielt dort auf Einladung des Künstlers Maurice Meys Vorträge.
Hüseyin Avni Lifij starb 1927 im Istanbuler Stadtteil Laleli.

## Werk
Lifij wird zu den sogenannten „Çalli-Künstlern“ gezählt (auch „Generation 1914“), die nach dem türkischen Maler İbrahim Çallı benannt sind. Der Maler steht für die Künstlergeneration der 1910er-Jahre, die nach ihrer Ausbildung in Paris impressionistisch malte und gesellschaftspolitisch den Jungtürkischen Revolutionären nahestand, die 1908 die Einführung einer konstitutionellen Monarchie als Staatsform im Osmanischen Reich erzwangen. Sie begannen, die Vergangenheit mit revolutionärer Geste abzulehnen. Bürgerliche Kräfte gewannen starken Einfluss in der osmanischen Gesellschaft, und der bis dahin wirksame Geschmack des Hofs war bald nicht mehr richtungsweisend. Als neuer Malstil setzt sich ein von größerer Subjektivität geprägter Impressionismus durch. Als Sujets wählten die Maler vor allem typisch türkische Motive und befeuerten damit den Nationalismus.
Lifij malte vor allem Landschafts- und Dorfansichten entlang des Bosporus und dokumentierte damit das Landleben mit traditionell gekleideten Personen vor Dorfmoscheen oder ländlicher Architektur. Er verwendete Farben in hellen kräftigen Tönen, die er pastos und großflächig auftrug. Viele Arbeiten sind symbolträchtig aufgeladen und von dichter, melancholischer Atmosphäre. Erkennbar wird eine große Nähe zu den französischen Symbolisten wie Pierre Puvis de Chavannes und den Romantikern. Zu seinen Meisterwerken zählt Die städtischen Bauarbeiten von Kadıköy, das von der Stadt in Auftrag gegeben wurde.